# FESTA!! -HYPER GIRLS POP-
『FESTA!! -HYPER GIRLS POP-』（フェスタ!! -ハイパーガールズポップ-）は、2005年12月16日に発売されたLassの第3作目のアダルトゲームソフト。
2006年6月29日には新キャラクター「黒田七海」やCGを追加したPlayStation 2版『FESTA!! -HYPER GIRLS PARTY-』（フェスタ!! -ハイパーガールズパーティー-）がKIDより発売された。本作がLassにとっては初めてコンシューマ機への移植作であり尚且つ初の全年齢仕様での移植がされた作品となった。
シナリオを細かいショートストーリーに分け、それを選択する「ストーリースティック」というシステムを採用している。選択するストーリーによって、攻略対象となるキャラが決まっていく形になっている。
また、漫画雑誌『コンプエース』（角川書店）にて、かんきりこによる漫画化作品が連載された。

## ストーリー
主人公・黒田孝弘は、数年ぶりに生まれ故郷の「まほろば市」に戻ってきた。だが、主人公が見たのは町が境界線（太いオレンジ色の点線）で二分された故郷の姿であった。実は「まほろば市」は、古くから仲が悪い西の御剣町（みつるぎちょう）と東の鏡町（かがみちょう）が合併してできた市で、合併後も両町民間でのトラブルが続いたため、無用な争いを避けるために境界線を設け、境界線を越えての住民の行き来が厳しく規制されているのだった。両町の過去の因縁など知らずに育ってきた孝弘は、そのあまりの不合理さに引越し早々憂鬱になるが、昔から変わらない幼なじみの恋水や、同じ日に引越ししてきた少女・奈々子に出会い、そんな気分も薄れていった。
気が合った三人は、学園でも仲良くしてゆくことを約束する。しかし登校初日、孝弘が目にした学園は、その中に境界線が引かれていて、学生も学園の設備も、その境界線によって両町に分かれているのであった。

## 登場人物
声の表記はPC版 / PS2版の順。同じ場合は統一表記した。

### 主人公
黒田 孝弘（くろだ たかひろ）
声 : 大久保けんたろう
主人公。趣味は音楽鑑賞。好みのジャンルは特になく、気に入ったものは何でも聴くが、マイナーなロック系などにも詳しい。かつてはギター演奏などもやっていた。「まほろば市」のドタバタした状況に巻き込まれる。
母親を亡くしていて、形見の白い勾玉を持っている。
ゲーム序盤に、どちらの町に引っ越して来たのかをプレイヤーが選択する。

### 御剣町
千神 奈々子（ちかみ ななこ）
声：常盤もも / 若菜よう子
7月7日生まれ（蟹座）。身長156cm、体重45kg。スリーサイズはB80/W59/H84。
青いショートヘア。左側の耳の上に、白い羽根形の髪飾りをつけている。瞳は青緑色。
千神家の長女。趣味はコーヒー、読書、音楽鑑賞。主人公と同じ日に、まほろば市に引っ越して来た。清楚な感じで、非常におとなしく内向的な少女。
誕生日が7月7日なので「ななこ」とつけられた。
小さい頃からコーヒーに親しんでいて、千神家では最も美味しいコーヒーを淹れることができる。
動物は好きだが、大きなものは苦手。恋水のペット・パピーに飛びつかれた時は、恐怖のため半泣きになってしまった。
羽根形の髪飾りの中には、祖母の形見である黒い勾玉が入っている。
Lassの一作目『青と蒼のしずく』から登場し続けている。

千神 双葉（ちかみ ふたば）
声：金田まひる
2月2日生まれ（水瓶座）。身長146cm、体重39kg。スリーサイズはB75/W56/H80。
水色のロングヘア。大小のハート型の飾りがついたリボンでツインテールにしている。瞳は姉と同じく青緑色だが、やや青みが強い。
千神家の次女、つまり奈々子の妹。趣味は、スポーツと音楽鑑賞。姉の奈々子とは正反対の性格で、活気に満ちた少女。身体が小さいことを気にしていて、そのことを言われると怒る。いわゆるツンデレっ娘。
姉の奈々子が大好きで、おとなしい姉がいじめられると代わりに怒ったりする。
ツインテールは、感情に合わせて上下する。
学園では陸上部に所属しているが、昨年の文化祭で鏡町が勝利した結果、グラウンドが4分の1しか使えないため、思うように練習ができないのが悩み。練習量の不足は、市内の公園を使って補ったりしている。
誕生日が2月2日なので「ふたば」とつけられた。
久遠寺 凛（くおんじ りん）
声：かわしまりの
10月7日生まれ（天秤座）。身長165cm、体重49kg。スリーサイズはB85/W62/H86。
漆黒のロングヘア。赤いリボンをつけている。瞳は明るいブラウン。
御剣町に古くからある「御剣神社」の巫女。御剣町を統べる広原家の親戚筋に当たり、幼い頃から鏡町は敵であると教え込まれた。その結果、御剣町を守ることが自分の責務であると思い込んでいる。当然、鏡町を統べる獅堂家の娘、獅堂彩音とは犬猿の仲。
戦場で育ち、親などに銃の扱いを習った。
学園でも巫女服を着用している（中に様々な武器を隠し持っている）。2丁拳銃の使い手で、愛用の銃にはヘンゼルとグレーテルという名前をつけている。
戦闘時以外は落ち着いた性格だが、怒らせたりすると命にかかわるため、多くのクラスメイトには少し距離を置かれている。教室では、よく銃の手入れをしている。
ほぼいつも、黒い棺桶のような大きな箱「鏖殺くんBlack」（おうさつくんブラック）を連れている。
銃砲類に親しんでいるので、自然と銃砲マニアになってしまった。銃砲類に興味を持っていそうな人には、ついマニアックにいろいろ語ってしまうことがある。
外見や言動から、下着はサラシなどの無骨な純和風かと思いきや、実はかわいいビキニやパンティを愛用する、年頃の女の子らしい面もある。
黒田 七海（くろだ ななみ）
声：門脇舞（PS2のみ）
PS2版オリジナルキャラクター。孝弘の従姉。孝弘より生まれが早いが、小さい頃から孝弘を「たーにい」と呼ぶ。恋水ともども、孝弘の幼なじみ。
4月25日生まれ（牡牛座）。身長158cm、体重46kg。スリーサイズはB88/W56/H87。
ピンク色のセミロングヘア。頭の左後ろで、チェックのリボンでループ状にまとめている。瞳は淡い赤紫色。
女の子らしく甘いものが好きだが、巨大パフェで有名な喫茶店「えいぷりる」が鏡町にあるため、行きたいのに行けないのが悩み。
まほろば市名物のハマグリを小さい頃からたくさん食べたので、ハマグリは嫌いになってしまった。
響 紗南絵（ひびき さなえ）
声：成瀬未亜
1月25日生まれ（水瓶座）。身長145cm、体重38kg。スリーサイズはB70/W55/H79。
サーモンピンクのセミロングヘア。かなり癖が強い髪質らしい。頭の左右で、琥珀色の玉がついたヘアバンドで髪を結び、小さな束を作っている。瞳は碧色。
まほろば学園・御剣町の教師。担当している教科は日本史。奈々子が転入するクラスの担任。
社会科の教師なのに、なぜかだぶだぶの白衣を着て、首からガスマスクを吊り、ピンクのスリッパという姿で学園内を歩き回っている。また、ほぼいつも口にソーダアイスをくわえている。
モットーは「何事も適当が一番」。授業はほとんどせず、保健室や屋上で堂々と昼寝をする等、ほぼいつもサボっている。
鏡町の国語教師・音無美香とは高校以来の知り合いで、大学でも同級だった。美香とは性格が正反対のためふだんは犬猿の仲に見えるが、実は「ケンカするほど仲がいい」関係。
用務員が隠し持っていたプレミア焼酎「盛胃臓」を見つけ、勝手に飲んでしまった。
広原 翔(ひろはら しょう)
声：子安武人
誕生日や身体データは非公開。ウェーブのかかったロングの金髪。瞳は碧色。非常に端正な顔立ちをした美少年。
御剣町を統べる広原家一族の一人。偉人か奇人しか出ないという家柄で、言動を見る限り後者のように思われる。外見とはまったく違う「ギャグキャラ」。
中世の貴族のような、肩章などのついた白ベースの優雅な服装。「まほろばの王子」とも呼ばれている。
黙っていれば優雅なのだが、変な電波に操られているかのように、意味不明のポエムを紡ぐことが多い。また、孝弘をポエム語りの好敵手と思っているらしく、「マイ・ソウルフレンド」などと呼び、しばしば「ポエム対決」を挑んで来る。
なぜか、しばしば上半身の服を開けて胸を見せる。優男っぽい外見とは裏腹に、鍛え上げられた厚い胸板と割れた腹筋という、ボディービルダーのような身体を持っている。
鏡町を統べる獅堂家の娘・獅堂彩音にベタ惚れで、彩音に逢うために境界線をまったく気にせず鏡町へ自由に出入りしている。
登場する時は、後光が差して背後に赤いバラを背負い、どこからか優雅な音楽が流れる（曲名は「自分礼賛」）。
苗字の読みは本来「ひろはら」だが、彼が自称する際はなぜか「ひろばら」と読んでいる。
男子学生ズ（だんしがくせいず）
声：城崎彦太（男子学生Aほか一部サブキャラの声を担当）
孝弘のクラスメイトの男子の一部。男子学生Aから男子学生Cまでの3名が中心。
こっそり奈々子の写真を撮り、鏡町の男子学生たちに売りつけたりする。
孝弘も男子学生ズに入れようと、誘いをかけて来る。

### 鏡町
早坂 恋水（はやさか れみ）
声：草柳順子
8月14日生まれ（獅子座）。身長140cm、体重36kg。スリーサイズはB70/W55/H76。
明るいオレンジ色のショートヘア。頭の左右で、細い緑色のリボンで小さな束を作っている。頭頂部にアホ毛が1束ある。瞳は赤。
主人公の幼なじみ。とにかく明るく元気。孝弘を「たーくん」と呼ぶ。
犬が大好きで、ペットショップでアルバイトをしている。本人も犬っぽい言動が多く、転入した孝弘がクラスメイトに関係を訊ねられた時に「俺の犬です」と言われてしまったほど。ただ、恋水本人は犬呼ばわりされるのを嫌っている。
嗅覚も犬並みで、通りかかった家の夕食のメニューが匂いで判断できたり、翌日の天気がわかるほど。
好きな相手の顔などを「ぺろぺろ」する癖がある。
実は家が貧乏で、ペットショップの他に運送会社や喫茶「えいぷりる」などでもアルバイトをしている。当然ながら安売り情報に詳しく、デパ地下のタイムセールは見逃さない。
メロンパン（近年の丸形ではなく、旧来の楕円形で中に白あんが入ったもの）が大好物。
海に行くストーリーの時は、スクール水着を着用する。胸には大きな名札があり「れみ」と書かれている。
頭はあまりよくないようで、追試対象になることもしばしば。
小さい身体に似合わない頑張り屋で、学園祭の実行委員にもなっている。
白い大きなピレネー犬「パピー」を飼っている。
手作りのぬいぐるみ作りが趣味だが、その作品は恐ろしくおどろおどろしいもので、琴子には「クリーチャー」と呼ばれている。しかも、特に他人にプレゼントされたものには、たいてい悪霊が憑依する。そのままでは危険なので、山伏の修行経験がある「えいぷりる」のマスター・お地蔵さんによるお祓い、供養の上、焼却処分されることが多い。
「えいぷりる」では、金魚鉢パフェをよく食べる。さすがに水槽パフェは食べきれないらしい。
日下部 琴子（くさかべ ことこ）
声：佐本二厘
12月24日生まれ（山羊座）。身長162cm、体重48kg。スリーサイズはB91/W62/H87。
明るいグリーンのロングヘア。左右の耳の上に×形の髪留め2つをつけ、後ろは紺色のリボンでまとめている。瞳は濃いブラウン。
恋水の大親友。趣味は読書だが、読むだけでなく本そのものが好き（装丁や手触りにもこだわる）。ほしい本があるとなれば、こっそり境界線を越えて御剣町の書店へ行くほど。
本の買い過ぎで金欠になり、恋水の紹介により「えいぷりる」でアルバイトをすることもある。
学園では、もちろん図書委員を務める。図書準備室は琴子の私室と化していて、お茶などを飲むこともできる。
おっとりした天然系な性格で、自分が近視になっていたことにも気づかないほど。孝弘に指摘されて初めて気づき、フレームレスの眼鏡をかけるようになる。
極度のドジでもあり、図書室の本棚を倒したり、紅茶の茶葉をぶちまけたりしたことがある。
驚異的な記憶力の持ち主で、読んだ本はほとんど内容を暗記している。カメラのように、見たものをそのまま記憶することができるらしい。そのため、成績は極めて優秀。
父親の日下部 庸（くさかべ よう）はミステリー作家で、琴子もこっそり小説を書いている。
クラブには所属していないが、本好きつながりの美香が顧問の古典文学研にはよく顔を出している。
実は文才よりも、天才的な数学の才能がある。
「えいぷりる」の巨大パフェ「水槽パフェ」を完食できる。ただし約3時間かかり、後半はほとんど溶けてしまっている。
獅堂 彩音（しどう あやね）
声：青山ゆかり
5月12日生まれ（牡牛座）。身長154cm、体重43kg。スリーサイズはB82/W58/H83。
白銀色に輝くベージュのロングヘア。黒いリボンでまとめている。瞳は紺色。
鏡町を統べる獅堂家のお嬢様。祖父をはじめ、周囲に甘やかされて育ったため、わがままで自分勝手なところがある。自称「まほろばの女王様」。
鏡町内の全住民は自分のものと思い込んでいる。そのため、反抗した孝弘に関心を持ち「下僕128号」にしようとする。
とにかく甘やかされていたため、一般常識はもちろん、基本的な知識すら不足しており、頭の中身はちょっとお馬鹿。
当然、御剣町の住民には強い敵対意識がある。特に、凜とは犬猿の仲。
登場する時は、たいてい高笑いをしながらで、また奇抜な方法（馬車で乗り付ける、どこから下がっているかわからないゴンドラで降りて来る、等）で出現する。
専属の付き人兼ボディーガード・貴京&澄零をほぼいつも従えている。
お嬢様らしいツンデレ。
白百合 貴京（しらゆり ききょう）
声：水鏡 / 中川里江
6月9日生まれ（双子座）。身長163cm、体重46kg。スリーサイズはB82/W60/H84。
ライトパープルのショートヘア。前髪が長く、常に右目を隠している。瞳は紺色。
代々、獅堂家のボディーガードをしている白百合家の次女で、双子（一卵性）の妹。彩音の専属ボディーガードの1人。
剣術（夢想願立剣術、特に居合術）を得意とし、過去の名刀を多数持っている。一番の自慢は、妖刀村正。剣がない時のための体術も達人級。孝弘のような男性でも軽く押さえ込むことができる。
彩音のボディーガードのためクラブには所属していないが、達人級の剣の腕を買われ、時々剣道部の臨時コーチを引き受けている。ただし教え方がスパルタな上に内容が難しく、結果としてけが人が続出してしまい、かえって弱体化しているという話も。
性格はぶっきらぼうで、常に冷徹な態度。
彩音の指示にはほぼ確実に従い、たとえ理不尽な命令でも迷わず実行する。
実は翔に惚れていて、翔の姿を見たり、翔の話題になると冷静さを失ってしまう。翔を排除せよとの彩音の命令も、実行を躊躇するほど。
PC版では攻略対象ではなかったが、PS2版で攻略対象となった。双葉の上をいくツンデレである。
白百合 澄零（しらゆり すみれ）
声：水鏡 / 中川里江
6月9日生まれ（双子座）。身長163cm、体重46kg。スリーサイズはB82/W60/H84。
ライトパープルのショートヘアだが、後ろだけはロングで、首の後ろで1束にまとめている。前髪が長く、貴京とは逆に常に左目を隠している（2人を見分けるためのポイント）。瞳は紺色。
白百合家の長女で、双子（一卵性）の姉。妹の貴京とともに、彩音の専属ボディーガードをしている。
貴京に比べるとかなり軽い、現代的な性格。笑顔を見せることも多い。彩音の知識不足をさりげなく補ったり、暴走を止めたりもする。実は彩音本人の幸せを強く願っていて「獅堂家ではなく、彩音様にお仕えしている」という意識を持っている。
杖術（神道夢想流）を得意とし、特殊素材で作られた特製の杖を持っている。もちろん、貴京と同じく体術も達人級。
彩音のボディーガードのためクラブには所属していないが、体術の腕を買われ、時々柔道部の臨時コーチを引き受けている。教え方も上手く、柔道部員のレベルは上がっているらしい。
音無 美香（おとなし みか）
声：山本直 / 白倉麻
10月29日生まれ（蠍座）。身長163cm、体重55kg。スリーサイズはB99/W65/H90。
朱茶色のショートヘア。生真面目さを示すようなおかっぱ。瞳も朱茶色。横長の眼鏡をかけている。
まほろば学園・鏡町の教師。担当している教科は国語、特に古典が専門。恋水が所属するクラスの担任。古典文学研（まだクラブではなく同好会）の顧問も務める。
生真面目な性格で、生徒に対しても敬語を使うほど。国語の教師らしく本好きで、琴子とは気が合う。
御剣町の社会科教師・響紗南絵とは高校以来の知り合いで、大学でも同級だった。紗南絵とは性格が正反対のためふだんは犬猿の仲に見えるが、実は「ケンカするほど仲がいい」関係。
ツーピースのタイトなスーツがお気に入り。本人は真面目さを考えているらしいが、登場キャラ中最大の巨乳と、締まったウエストのせいで、かえってセクシーさを強調する結果となっている。
かつての教え子が御剣町の人間と恋仲になり、結局その恋が周囲の妨害で壊れてしまったため、境界線や両町の関係を快く思っていない。
お地蔵さん（おじぞうさん）
声：紫陽花
喫茶「えいぷりる」のオーナー兼マスター。山伏の出身で、鍛え上げられたごつい身体を持っている。頭はスキンヘッド。顔の造作もいかつく、忙しい時は不動明王のような怖い表情になったりするが、笑顔は優しく柔らかい。なお、ゲーム中に絵が出ることはなく、具体的な姿は不明。
かつて「地蔵坊」と呼ばれていたので、今も親しみを込めて「お地蔵さん」と呼ばれている。
修行中に悟った世界が、まるで「鏡の国のアリス」そのものだった。そのため、喫茶「えいぷりる」もアリスの世界をモチーフにしている。ただ、自分でもうさんくさいと思い、店名はエイプリルフールから取った「えいぷりる」としている。
僧侶や山伏の修行をしただけあって、哲学的な話題が好き。格言やことわざなどにも詳しい。
孝弘に山伏の素質があると見抜き、顔を見ると「山伏になってみないか」と誘いをかける。
悪霊・魔物の調伏ができ、琴子などの依頼で、恋水が作ったぬいぐるみ（悪霊が憑依する）の処理を行うことが多い。
シ竜口 川頁平（読み方は不明）
孝弘が鏡町側に転入した時、初めての登校時に声をかけた男子生徒。
声は出るが、声優名は明かされていない。

### その他
ですの少女
声：西田こむぎ
境界線辺りに出没する、体操服に赤ブルマー姿で、巨大な鎌（死神が持っているようなもの）を持った少女。語尾に「ですの」をつけてしゃべる癖があるので、孝弘が「ですの少女」と命名。
ライトブルーのショートヘア。赤いリボンでまとめている。リボンの両端を高く上げていて、ウサギのようなシルエット。瞳は深い赤色。
孝弘と奈々子以外には、姿や声といった存在がまったく認識されない。
本名は「七夜」（ななや）。実は、はるか昔のまほろばの国の巫女（千神家の遠い先祖）の残留思念。
フードつきのマントを着て登場することもあるが、このフードにもウサギの耳のような長い2本の突起がついている。
いつも、黒い表紙の「ですのノート」を持っている。
孝弘の父
学者で、比較人類学の研究者。
うどんに対する情熱はかなりのもの。愛用の麺棒に「葉子ちゃん」と名前をつけているほど。
タン塩やレバ刺しが好物。
声は出るが、声優名は明かされていない。

## 主な舞台
まほろば市
とある地方都市。神代の昔から拓かれた町だが、大和時代に「鏡の一族」と「剣の一族」が仲違いを起こして内紛となり、弱体化したところを大和朝廷に征服されてしまい、それ以来、鏡の一族の末裔・獅堂家を頂点とする「鏡町」と、剣の一族の末裔・広原家を頂点とする「御剣町」に分かれ、長く争って来た。少し前に合併して1つの市になったものの両町の争いは続き、結局市内に「境界線」を引き、両町民がその線をみだりに越えない、ということで細かい争いを防いでいる。
境界線はオレンジ色の点線で、マホロバニウムというまほろば市にしか存在しないレアメタルを含む特殊な塗料を使用している。この金属は発光する性質があるので、境界線も夜になるとうっすら光って見える。
境界線は、「まほろば市合併協議会・特別室」（通称「合特」）が管理している。境界線を書いたり消したりできるのは、この合特の人間だけ。境界線に関するもめごとが起きた場合、当事者どうしにより解決させ（解決のための手段は合特の人間が提示する）、その結果に基づいて境界線を引き直す仕事を担っている。なお、合特の人間はオレンジ色の全身タイツが制服らしく、争いの解決や境界線の引き直しの時は、必ずその姿で出現する。
現在は広原家より獅堂家の力が強く、初代まほろば市長も獅堂家の人間（獅堂鉄心）であった。
市内には、鉄道駅、まほろば学園、蛭子ヶ浜、市民公園といった中立的な場所のほか、御剣町には御剣神社や広原邸、鏡町には鏡権現や獅堂邸などがある。
御剣町と鏡町の知人どうしが直接会う場合は、こっそり境界線を越えるのでない限り、中立的な場所である駅前や公園、蛭子ヶ浜などへ行って境界線越しに会うか、電車などでまほろば市外へ出るしかない。
両町の住民が、境界線を挟んで会話したり、物を交換したりするのは許されている。また、足が境界線を踏み越えない限り、取っ組み合いやどつき合いをするのも問題ない。
万一、境界線を越えている者が発見された場合、たいていはその町民により袋叩きなどのひどい目に遭わせられる。
名産品は、蛭子ヶ浜で獲れるハマグリ。

### 中立
あくまでも「中立的な場所」であり、両町の人々が「共有できる場所」ではない。すべて、その中を境界線が貫いていて、厳然と区分されている。
まほろば学園
孝弘や奈々子、恋水などが通う学校。まほろば市のほぼ中心にあり、広大な敷地と風格ある建物を誇る。専用の郵便番号もある。
敷地は、まほろばの国の時代に玉造の神殿があった場所。
毎年、秋に行われる文化祭で、御剣町と鏡町のどちらの出し物がよいかを決める投票が行われ、その結果により境界線の位置が変更される。また、学生会長も勝利した町の側から選出される。この投票については、まほろば市合併協議会・特別室が管理している。投票権は、両町の利害に関係しない市外からの来訪者にのみ与えられる。投票を大きく左右するのは、演劇と巨大オブジェ。
オブジェは、学園祭終了後（後夜祭）に両町で交換の上、相手の町のオブジェを破壊するのが恒例になっている。
孝弘が転入した時は、前年に鏡町が勝利したので、鏡町側がかなり広くなっている。体育館、図書室、食堂が鏡町側にあり、保健室、購買部が御剣町側にある。なお、購買部では以前は食品を扱っていなかったが、食堂が鏡町側にあるため、パンや牛乳などを扱うようになっている。その中には「ハマグリとイチゴのミルフィーユ」という、常人にはとても食べられそうにないものも含まれている。
職員室はちょうど中央を境界線が通るようになっていて、中央にいる学園長は平等という建前でどちらの町にも属さないことになっていて、なんとその身体の中心に境界線が引かれている。
駅前
かなり広い駅前広場になっているが、ほぼ中央を境界線が貫いている。高いビルもあるが、その壁面にも境界線がある。
孝弘が久しぶりに恋水に再会し、また奈々子と初めて出会う場所でもある。
まほろば商店街
駅からすぐ。かなり長い商店街で、店の数も多い。南北に長く、通路の中央を境界線が通っている。
孝弘がよく利用するCDショップやコンビニ、奈々子が愛用する本格コーヒー店「珈琲佐藤」などがある。市外から来る利用客も多い。
まほろば市民公園
かなり広大な公園。中を境界線が通っているが、一方の町のエリアだけでも十分に広い。
学園では十分な練習ができない御剣町の陸上部が、トレーニングに使っている。
蛭子ヶ浜（ひるこがはま）
御剣町・鏡町の両方に広がる海岸。水はきれいで、夏場には海水浴が可能。
当然ながら境界線があり、海中も沖の方までオレンジ色のブイが浮かび、境界を示している。
砂浜の境界線上にはビーチバレーのネットが常設され、御剣町と鏡町とで試合ができる。
イザナギとイザナミの子、蛭子神を乗せた葦船が流れ着いた場所という伝承があり、それにちなんで蛭子ヶ浜と名づけられたという。

### 御剣町
御剣神社
御剣町の高い丘の上にある神社。駅からは徒歩15分ほど。まほろばの国の時代の、剣の一族の社を直接引き継ぐ由緒ある神社。高台にあるため、御剣町が一望できるほど眺めが非常によい反面、長い石段を上がる必要があるため、参拝に訪れる人はほとんどいなくなってしまった。
ご神体は、かつて剣の一族の長が鏡町から盗んでそのままの「七津鏡」。
本来の宮司は凜の祖父だが、体調を崩して入院してしまったため、現在は凜が神社を守っている。
境内はかなり広く建物も多いが、建物の傷みなどはすべて広原家が負担して修復している。
広原邸
御剣町を統べる広原家の本邸。御剣神社の眼下、森の中にある。神社からは徒歩5分ほど。
広原家の方針で、当主（現在は喜十郎、翔の祖父）に認められないものは、広原一族の者でも敷居をまたぐことは許されない。

### 鏡町
獅堂邸
鏡町を統べる獅堂家の本邸。駅からは徒歩15分ほど。広大な敷地に広大な屋敷と多くの蔵がある。多数の使用人と警備員を抱える、文字通りの超豪邸。
敷地は、まほろばの国の時代に鏡の一族の社があった場所。御剣町とは違い、当時の社はすたれてしまった。現在、獅堂邸の庭に残る小さな社がそのなごり。ここに、七握剣が保管されている。
えいぷりる
駅から徒歩5分ほどの場所にある喫茶店。オーナー兼マスターのお地蔵さんの腕がよいので、料理の味はよく、人気がある。まほろば特産のハマグリを使った料理も多い。
内装は「鏡の国のアリス」をモチーフにしている。
巨大パフェのメニューがあり、小さい方から骨壺パフェ・金魚鉢パフェ・水槽パフェ・金だらいパフェとなっていて、それぞれ名前の通りの容器に入っている。
仏舎利チョコレートというものもある。骨に似せた白い砂糖菓子にチョコをコーティングしたもの。骨壺パフェに入っている他、単品で持ち帰りも可能。
鏡権現（かがみごんげん）
駅から徒歩5分ほど。鏡の一族の社に代わり、鏡町の町民に親しまれている神社。年に一度の縁日は、夜店などでにぎわう。

### その他
動物園
まほろば市から、電車で30分ほど離れたところにある。
ジャイアントパンダなどの珍獣もいる。
まほろば市外なので、御剣町と鏡町の知り合いであっても行動が共にできるため、まほろば市民の息抜きや、御剣町と鏡町のカップルのデートスポットとしてもよく使われている。

## 主要アイテム

### 三種の神器
まほろばの国を治めるために重要であった3つの品物。ふだんは別々に保管されていたが、神託を受ける等、重要な神事を行う時は神殿に集められた。

名称にすべて「七」がついているのは、まほろばの国を造った七柱の神にちなんでいる。
七津鏡（ななつかがみ）
様々な真実を映し出すという青銅製の神鏡。ふだんは鏡の一族の社に保管されていた。
大和朝廷による侵攻の脅威に対し、和睦を主張する神官・植葉（うえるは）や巫女・七夜に反抗し、まほろばの支配権を手中にしようとした剣の一族の長・鳥見彦（とりみひこ）により盗み出された。
それ以後、御剣町側で保存されて来た。現在は、御剣神社のご神体として本殿に安置されている。
七握剣（ななつかのつるぎ）
かつて、まほろばを外敵から守ったという伝説の聖剣で、ふだんは剣の一族の社に保管されている。
青銅器の時代にあって、極めて珍しい鉄製の剣である。
鳥見彦により七津鏡を盗まれたのに気づいた鏡の一族の長・宿禰（すくね）により、三種の神器すべてが鳥見彦の元に集まるのを防ぐため、逆に盗み出された。
それ以後、鏡町側で保存されて来た。現在は、獅堂家の中にある小さな社に安置されている。
七魂勾玉（ななむすびのまがたま）
まほろばの国の時代には、集落の中心にあった玉造の神殿に置かれ、神託を受けることができるという「千神の巫女」が管理していた。1つのものではなく、黒と白の2個で1対の勾玉。
黒い勾玉は「死魂」（しにたま）と呼ばれ、蛭子神が命と引き換えに生み出そうとして生まれずに泡となって消えた千の神々の呪いが宿っている。
白い勾玉は「生魂」（いくたま）と呼ばれ、消えた千の神々の泡を集めて七柱の神々が形を成すことができ（これらが、まほろば建国の神である）、この神々により死魂に宿る呪いを抑える力が与えられた。
剣の一族と鏡の一族による内紛の中で散逸し、歴史から姿を消してしまう。
実は、奈々子が持っているものが死魂、孝弘が持っているものが生魂であった。

### その他
鏖殺くんBlack（おうさつくんブラック）
凛の持ち物。ほぼ常時携行 (?) している。黒い棺桶のような大きな箱で、原理は不明だが宙に浮いて凜に付き従っている。
内部には、大型の銃砲類や予備の弾薬などが大量に収納されている。また本体そのものも極めて頑丈で、盾として使うこともできる。さらに攻撃衛星とリンクしていて、はるか上空からの攻撃を指示することも可能。
これらの機能の動作や、内蔵の銃砲・弾薬の取り出しは、凜の指令で一瞬にして行うことができる。
たーくん
恋水の手作りぬいぐるみで、孝弘にプレゼントされた。
ある日突然、真夏でも暖房が必要になるほどの猛烈な冷気を吹き出すようになり、危険を感じた孝弘がお地蔵さんのところへ持ち込み、除霊されると同時に炎上して消滅した。
葉子ちゃん（ようこちゃん）
麺棒。孝弘の父が愛用していて、これでないと満足のいくうどんが打てないらしい。
コーヒーミル
孝弘が奈々子にプレゼントするもの。クラシックな手回し式。
かつて、千神家にも同様のものがあったが、奈々子が小さい頃に壊してしまい、それ以来コーヒー豆は店で挽いてもらっていた。
ローラーブレード
孝弘が双葉にプレゼントするもの。ピンクと白のかわいいデザイン。

## ゲーム内容 (PC)
※ ここには、パソコン版の攻略に関する情報が含まれているので、特に注意されたい。
- ストーリーを決めるための「ストーリースティック」画面は、御剣町・鏡町それぞれ8枚ずつあり、1つのストーリースティック画面には7つのストーリーが収められているが、一度に全部を選ぶことはできず、4つのストーリーを見ると、次のストーリースティック画面に進んでしまう。
- ストーリーは、必ず見なければならない「強制」と、自由に選択できるものとがある。強制のストーリーがある場合、まずそれを見ないと他のストーリーは選べない（スティックがグレーで表示される）。
- 自由に選択できるストーリーは、進行上の重要度が高・中・低で表現され、大きく関係するキャラの顔、またストーリーの内容を示すイベントアイコン（学園内のできごと中心や、対決中心、ギャグ中心などがわかる）が表示される。また、一度見たストーリーには「既読」のマークも表示される。
- それまでに見たストーリーにより、選択できないストーリーが存在する場合もある（スティックがグレーで表示される）。また、選択できるが内容が少し変わることもある。
- プレイ中、セリフがかぶったりする場合には、複数のセリフが小窓のウィンドウで次々と表示される「マルチウィンドウシステム」が使われ、臨場感を高めている。
- 特に前半のストーリーには、ギャグや他作品のパロディも多く、金だらいが落ちて来たり、他作品の名ゼリフや、宮沢賢治の作品に関係したフレーズが出現したりもする。
- パソコン版で攻略対象となるのは、御剣町の奈々子・双葉・凜、鏡町の恋水・琴子・彩音のメイン6人に、御剣町の紗南絵・翔、鏡町の美香・澄零のサブ4人を加えた合計10人。
- 紗南絵を除くサブ3人は、8枚目のストーリースティック画面まで行かないうちに各キャラのルートに入り、エンディングへ行く。
- 彩音に関しては、1回目ではエンディング曲までで終わるが、2回目はエンディング曲の後にエピソードが追加されるので、彩音ルートは2回プレイする必要がある。
- 奈々子に関しては、ノーマルルートでは奈々子と双葉の二股掛け状態になり、アダルトシーンに入らないまま終わる。さらに、鏡町側には「誰とも結ばれない」という結末があり、これを含めてストーリースティックによる部分には11ルートが存在する。
- 以上11ルートのエンディングすべてを見ると、タイトル画面に「千神」という選択肢が出現する。これを選ぶと“真の千神奈々子の物語”が始まる。これには「虚夜」「千夜」「零夜」「朝がやって来る」の4話があり（この順番で見る必要がある）、この中で初めて奈々子と結ばれる。また、ですの少女の本名「七夜」と、その素性・正体も、この中で初めて明かされる。
- タイトル画面は、最初は学園の校舎の絵と「はじめから」と「おわり」の選択肢しかないが、1回セーブすると「続きから」の選択肢が追加され、1人でもエンディングまで行けばそのキャラの立ち絵が校舎の手前に表示され、さらに「CG鑑賞」「シーン回想」「音楽鑑賞」の選択肢が追加される（この時点で、最終エンディングの曲「time has come」も聴けるようになる）。その後は、攻略を完了するたびに、そのキャラの立ち絵が校舎の手前に追加表示されていく（澄零を攻略した場合に限り、澄零と貴京が同時に追加表示される）。
- 奈々子のトゥルーエンドまで終了すると、タイトル画面に奈々子の立ち絵が追加されると同時に、選択肢の後ろに微笑む七夜の姿も表示される。

## 主題歌・音楽
PC版オープニングテーマ『HYPER GIRLS GO! GO!』
作詞：真理絵 作曲：飯塚博 歌：真理絵
エンディングテーマ『You & I』
作詞：みなみ透子 作曲：飯塚博 歌：HYPER GIRLS
トゥルーエンディングテーマ『time has come』
作詞：吉田奈穂子 作曲：飯塚博 歌：川村ゆみ
PS2版オープニングテーマ『恋のメーデー最前線!?』
作詞・作曲：志倉千代丸 編曲：上野浩司 歌：村田あゆみ

## 製作スタッフ
- プロデューサー：剣技マナ
- 原画：萩原音泉（御剣町キャラ）/ みけおう(鏡町キャラ、PC) / 池田靖宏(PS2) / 伊藤まさひさ(PS2)
- シナリオ：LEGIOん / みなみかなか / 剣技マナ
- 「鳥の王」挿絵：木霊師

## 使用曲一覧
1. 世はすべてこともなし
2. 晴れた日はみんなで
3. あんぽんたんぽかん
4. まほろば大混乱
5. 優雅なひととき
6. 愛しき時間
7. 睨み合い
8. 我らが闘争
9. 優しい光に包まれたあの日
10. 過去の残影
11. それでも時は流れる
12. 苛む焦燥
13. 愛の絆を
14. 変えられない悲しみ
15. 絡み合う指の温もり
16. 俺たちの未来
17. 仄かな光の下で
18. 鳥篭の王
19. いにしえのまほろば
20. きみのこえ
21. 残酷な運命
22. まほろばノスタルジア
23. 自分礼賛

## 書籍
FESTA!! ビジュアルファンブック（笠倉出版社、2006年7月4日初版発行） ISBN 4-7730-0321-9
各キャラクターの紹介、表情集、CGなどの他、御剣町や鏡町、まほろば学園の簡単な案内などを掲載。また、宣伝などに使用したカラーイラストや、ゲスト6名による描き下ろしイラスト、スタッフや声優へのインタビュー、CG回収ガイド（実質的な攻略ガイド）も収録している。
さらに、パソコン用のDVD-ROMが付属している。これには、以下のコンテンツが収録されている。
- 新作ボイスドラマ
- 新録システムボイス
- デスクトップ時計（Windows用）
- 壁紙
- 高解像度デモムービー（PC版・PS2版）
- 体験版（Windows用）

## ドラマCD
FESTA!! Original Drama CD まほろば・ばとる・すくらんぶる（Five Records、2006年8月25日発売） VGCD-0041
2枚組で、DISC.1が「御剣町SIDE」、DISC.2が「鏡町SIDE」となっていて、同時再生することでさらに楽しみが増える“ザッピングCD”となっている。
ドラマには、PS2版のヒロインキャラ10名が出演する。七夜が作った異空間で、御剣町のキャラと鏡町のキャラが、クイズ・フード・騎馬戦の3種類のバトルを繰り広げる。それぞれのバトルの前には「作戦タイム」があり、この時は御剣町SIDEに御剣町側の作戦会議の様子が、鏡町SIDEに鏡町側の作戦会議の様子が、それぞれ収録されている。
各ディスクの先頭トラックには、御剣町SIDEにPS2版オープニング曲「恋のメーデー最前線!?」のフルコーラス版、鏡町SIDEにはそのoff vocal版が、それぞれ収録されている。
外部リンク : FESTA!! Original Drama CD まほろば・ばとる・すくらんぶる